# 벌컨 (로켓)

벌컨은 ULA가 현재 미국 정부의 예산을 배정받아서 개발 중인 로켓이다. 2020년 중반 발사될 것으로 예상된다.

## 역사
ULA는 짧은 시간 동안 이 로켓을 만드는데 자금을 지원해줄 것을 미국 정부에 약속했다. 이후 2016년 3월 ULA에게 2억 1천만 달러의 예산이 배정되었다. 현재, 2018년 3월 75%의 예산이 배정되었고, 25% 정도 개발했다고 ULA의 벌컨 로켓 개발자가 밝혔다.

## 같이 보기
- 대형 리프트 발사체